# Badminton-Ozeanienmeisterschaft 2004
Die Badminton-Ozeanienmeisterschaft 2004 fand vom 20. bis zum 25. April 2004 im Waitakere Badminton Centre in  Waitakere City (Neuseeland) statt. Es war die 4. Austragung dieser Kontinentalkämpfe im Badminton in Ozeanien.

## Medaillengewinner
| Disziplin    | Gold                                  | Silber                           | Bronze                          |
| ------------ | ------------------------------------- | -------------------------------- | ------------------------------- |
| Herreneinzel | Leonard Tjoe                          | Geoffrey Bellingham              | Stuart Brehaut                  |
| Herreneinzel | Leonard Tjoe                          | Geoffrey Bellingham              | John Moody                      |
| Dameneinzel  | Lenny Permana                         | Rebecca Gordon                   | Kellie Lucas                    |
| Dameneinzel  | Lenny Permana                         | Rebecca Gordon                   | Rachel Hindley                  |
| Herrendoppel | John Gordon Daniel Shirley            | Geoffrey Bellingham Craig Cooper | Stuart Brehaut Travis Denney    |
| Herrendoppel | John Gordon Daniel Shirley            | Geoffrey Bellingham Craig Cooper | Boyd Cooper Hung Pham           |
| Damendoppel  | Sara Runesten-Petersen Nicole Gordon  | Kate Wilson-Smith Jane Crabtree  | Kellie Lucas Tania Luiz         |
| Damendoppel  | Sara Runesten-Petersen Nicole Gordon  | Kate Wilson-Smith Jane Crabtree  | Donna Cranston Kimberly Windsor |
| Mixed        | Daniel Shirley Sara Runesten-Petersen | Travis Denney Kate Wilson-Smith  | Stuart Brehaut Tania Luiz       |
| Mixed        | Daniel Shirley Sara Runesten-Petersen | Travis Denney Kate Wilson-Smith  | Boyd Cooper Kellie Lucas        |
| Mannschaft   | Neuseeland                            | Australien                       |                                 |

## Herreneinzel
- Jarrod King –  Ben Jenner-Leuthart: 15-4 / 15-0
- Fabien Kaddour –  John Goodier: 15-6 / 15-2
- William Bok –  Darren Pyne: 15-6 / 17-15
- Sean Carruthers –  Junichi Hayashi: w.o.
- Stuart Brehaut –  Peter Chen: 15-0 / 15-2
- Nathan Hannam –  Sebastien Arias: 12-15 / 15-10 / 15-6
- Simon Koo –  Burty Molia: 15-10 / 15-13
- Le The Hung Pham –  Jarrod King: 15-0 / 10-15 / 15-10
- Geoffrey Bellingham –  Ben Van Nooijen: 15-1 / 15-3
- Florian Paladini –  Gary Ng: 15-11 / 7-15 / 15-5
- Scott Menzies –  Sean Willins: 15-3 / 15-2
- Florent Mathey –  Fabien Kaddour: 15-10 / 10-15 / 15-6
- William Bok –  Julien Sarengat: 15-4 / 15-2
- Daniel Forrest –  Arnaud Franzi: 15-12 / 15-3
- Stanley Koo –  Kent Palmer: 15-4 / 15-7
- Leonard Tjoe –  John Gordon: 15-6 / 15-4
- Joe Wu –  Sean Carruthers: 15-6 / 15-10
- Stuart Gomez –  Henry Tam: 15-5 / 15-5
- James Moffat –  Thommy Sargito: 15-6 / 15-5
- John Moody –  Chan Yun Lung: 15-11 / 15-13
- Stuart Brehaut –  Nathan Hannam: 15-0 / 15-1
- Le The Hung Pham –  Simon Koo: 15-5 / 15-5
- Geoffrey Bellingham –  Florian Paladini: 15-2 / 15-2
- Scott Menzies –  Florent Mathey: 15-5 / 15-6
- Daniel Forrest –  William Bok: 9-15 / 15-12 / 15-8
- Leonard Tjoe –  Stanley Koo: 15-0 / 15-0
- Stuart Gomez –  Joe Wu: 15-8 / 15-9
- John Moody –  James Moffat: 15-2 / 15-6
- Stuart Brehaut –  Le The Hung Pham: 15-10 / 15-8
- Geoffrey Bellingham –  Scott Menzies: 15-4 / 15-7
- Leonard Tjoe –  Daniel Forrest: 15-11 / 15-1
- John Moody –  Stuart Gomez: 15-5 / 15-5
- Geoffrey Bellingham –  Stuart Brehaut: 15-10 / 15-9
- Leonard Tjoe –  John Moody: 15-13 / 17-15
- Leonard Tjoe –  Geoffrey Bellingham: 15-10 / 15-9

## Dameneinzel
- Kimberly Windsor –  Garbo Choi: 11-5 / 11-1
- Nicole Gordon –  Johanna Kou: 11-4 / 11-1
- Karen Tam –  Donna Haliday: 11-8 / 11-8
- Lenny Permana –  Bellenka Delmas: 11-2 / 11-1
- Tania Luiz –  Belinda Hill: 11-2 / 11-2
- Rachel Hindley –  Emily Ang: 11-0 / 11-1
- Kimberly Windsor –  Assunta Wong: 11-2 / 11-0
- Nicole Gordon –  Janet Tam: 11-9 / 11-3
- Rebecca Bellingham –  Michelle Chan: 11-4 / 11-1
- Karen Tam –  Vicki Copeland: 11-2 / 11-2
- Kellie Lucas –  Maggie Chan: 11-1 / 11-3
- Lenny Permana –  Tania Luiz: 11-0 / 11-5
- Rachel Hindley –  Kimberly Windsor: 11-1 / 11-3
- Rebecca Bellingham –  Nicole Gordon: 11-7 / 11-1
- Kellie Lucas –  Karen Tam: 11-5 / 11-2
- Lenny Permana –  Rachel Hindley: 11-7 / 11-5
- Rebecca Bellingham –  Kellie Lucas: 7-11 / 13-11 / 11-0
- Lenny Permana –  Rebecca Bellingham: 11-5 / 11-8

## Herrendoppel
- Vu Duong /  Trung Kieu –  Julien Sarengat /  Thommy Sargito: 15-2 / 15-13
- Stanley Koo /  Henry Tam –  Chris Bright /  Greg Pitcher: 15-10 / 15-5
- Boyd Cooper /  Le The Hung Pham –  Ben Jenner-Leuthart /  Sean Willins: 15-0 / 15-1
- William Bok /  Chan Yun Lung –  Arnaud Franzi /  Florian Paladini: 15-0 / 15-11
- Tony Griffen /  Mark Robertson –  Sean Carruthers /  Darren Pyne: 15-7 / 15-11
- Ashley Brehaut /  Travis Denney –  Philip Horne /  Richard Purser: 15-2 / 15-3
- Vu Duong /  Trung Kieu –  Sebastien Arias /  Burty Molia: 15-8 / 15-5
- Geoffrey Bellingham /  Craig Cooper –  Peter Chen /  Leo Yang: 15-3 / 15-2
- Simon Koo /  Joe Wu –  Stanley Koo /  Henry Tam: 17-15 / 15-12
- Boyd Cooper /  Le The Hung Pham –  Scott Menzies /  James Moffat: 15-7 / 15-3
- William Bok /  Chan Yun Lung –  Daniel Forrest /  Nathan Hannam: 15-10 / 15-9
- Robert Batty /  John Moody –  Tony Griffen /  Mark Robertson: 15-11 / 11-15 / 17-15
- John Gordon /  Daniel Shirley –  Fabien Kaddour /  Florent Mathey: 15-3 / 15-2
- Ashley Brehaut /  Travis Denney –  Vu Duong /  Trung Kieu: 15-8 / 15-3
- Geoffrey Bellingham /  Craig Cooper –  Simon Koo /  Joe Wu: 15-6 / 15-4
- Boyd Cooper /  Le The Hung Pham –  William Bok /  Chan Yun Lung: 15-5 / 15-9
- John Gordon /  Daniel Shirley –  Robert Batty /  John Moody: 10-15 / 15-4 / 15-10
- Geoffrey Bellingham /  Craig Cooper –  Ashley Brehaut /  Travis Denney: 15-4 / 15-13
- John Gordon /  Daniel Shirley –  Boyd Cooper /  Le The Hung Pham: 15-10 / 15-11
- John Gordon /  Daniel Shirley –  Geoffrey Bellingham /  Craig Cooper: 15-11 / 17-15

## Damendoppel
- Donna Haliday /  Kimberly Windsor –  Rachel Hindley /  Gabriel Shirley: 15-9 / 11-15 / 15-8
- Nicole Gordon / Sara Runesten-Petersen –  Michelle Chan /  Belinda Hill: 15-4 / 15-3
- Janet Tam /  Karen Tam –  Garbo Choi /  Assunta Wong: 15-8 / 15-6
- Jane Crabtree /  Kate Wilson-Smith –  Rebecca Bellingham /  Lianne Shirley: 15-8 / 17-15
- Donna Haliday /  Kimberly Windsor –  Emily Ang /  Bellenka Delmas: 15-2 / 15-0
- Nicole Gordon / Sara Runesten-Petersen –  Johanna Kou /  Cecile Sarengat: 15-1 / 15-1
- Kellie Lucas /  Tania Luiz –  Janet Tam /  Karen Tam: 15-8 / 15-8
- Jane Crabtree /  Kate Wilson-Smith –  Donna Haliday /  Kimberly Windsor: 15-8 / 15-7
- Nicole Gordon / Sara Runesten-Petersen –  Kellie Lucas /  Tania Luiz: 15-6 / 15-5
- Nicole Gordon / Sara Runesten-Petersen –  Jane Crabtree /  Kate Wilson-Smith: 7-15 / 15-9 / 15-10

## Mixed
- Mark Robertson /  Karen Tam –  Thommy Sargito /  Vicki Copeland: 13-15 / 15-7 / 15-5
- Ashley Brehaut /  Jane Crabtree –  Florent Mathey /  Cecile Sarengat: 15-4 / 15-3
- Tony Griffen /  Maggie Chan –  Daniel Forrest /  Belinda Hill: 15-2 / 17-15
- Scott Menzies /  Kimberly Windsor –  William Bok /  Garbo Choi: 15-3 / 15-0
- Travis Denney /  Kate Wilson-Smith –  Henry Tam /  Donna Haliday: 15-4 / 15-2
- Craig Cooper /  Lianne Shirley –  Mark Robertson /  Karen Tam: 15-6 / 15-5
- Boyd Cooper /  Kellie Lucas –  Chan Yun Lung /  Janet Tam: 15-2 / 15-12
- Ashley Brehaut /  Jane Crabtree –  Sebastien Arias /  Bellenka Delmas: 15-2 / 15-1
- Tony Griffen /  Maggie Chan –  Simon Koo /  Michelle Chan: 15-5 / 15-7
- Stuart Brehaut /  Tania Luiz –  James Moffat /  Gabriel Shirley: 15-2 / 15-10
- Scott Menzies /  Kimberly Windsor –  Fabien Kaddour /  Johanna Kou: 15-7 / 15-7
- Daniel Shirley / Sara Runesten-Petersen –  Burty Molia /  Nicola Pitcher: 15-2 / 15-4
- Travis Denney /  Kate Wilson-Smith –  Craig Cooper /  Lianne Shirley: 15-6 / 15-11
- Boyd Cooper /  Kellie Lucas –  Ashley Brehaut /  Jane Crabtree: 15-9 / 15-9
- Stuart Brehaut /  Tania Luiz –  Tony Griffen /  Maggie Chan: 15-5 / 15-5
- Daniel Shirley / Sara Runesten-Petersen –  Scott Menzies /  Kimberly Windsor: 15-0 / 15-1
- Travis Denney /  Kate Wilson-Smith –  Boyd Cooper /  Kellie Lucas: 15-10 / 15-12
- Daniel Shirley / Sara Runesten-Petersen –  Stuart Brehaut /  Tania Luiz: 15-1 / 15-1
- Daniel Shirley / Sara Runesten-Petersen –  Travis Denney /  Kate Wilson-Smith: 15-2 / 15-10